# Guerra soviético-ucraniana
La guerra soviético-ucraniana o guerra bolchevique-ucraniana (1917-1921) fue el conflicto militar entre la República Popular Ucraniana y la Rusia Soviética por la independencia de Ucrania a la disolución del Imperio ruso tras la Revolución de Febrero de 1917. 
En la misma se incluyen los combates entre las distintas entidades que se sucedieron en la dirección del movimiento independentista de Ucrania: la Rada Central de la República Popular Ucraniana, el Hetmanato de Pavló Skoropadski y el Directorio de Ucrania, continuador de la autoridad de la República Popular Ucraniana, contra el movimiento bolchevique ucraniano y tropas bolcheviques rusas transformadas en el Ejército Rojo.
Acaban con la derrota de los independentistas ucranianos, la incorporación de la región occidental de Ucrania a la Segunda República Polaca, y la constitución de la República Socialista Soviética de Ucrania como socio fundador de la URSS en 1922, firmante del Tratado de Creación de la URSS.
La guerra se puede dividir en tres fases:
- Diciembre de 1917 - abril de 1918: días revolucionarios, intentos de golpes bolcheviques, invasión de Ucrania por las formaciones del Ejército Rojo, firma del tratado de protectorado y liberación de los bolcheviques.
- Diciembre de 1918 - diciembre de 1919: Guerra civil en Ucrania, invasión a gran escala por parte del Ejército Rojo, unificación de Ucrania, levantamientos campesinos antisoviéticos, Ejército de Voluntarios de Antón Denikin y la intervención aliada, pérdida de Ucrania occidental ante Polonia.
- Primavera de 1920 - Otoño de 1921: Guerra polaco-soviética (Tratado de Varsovia y Ofensiva de Kiev), Guerra Civil Rusa (entre los ejércitos bolcheviques y las Fuerzas Armadas de Rusia del Sur), operaciones de guerrilla ucranianas (Primera y Segunda Campañas de Invierno), gobierno en el exilio.